# Freden i Basel (1499)

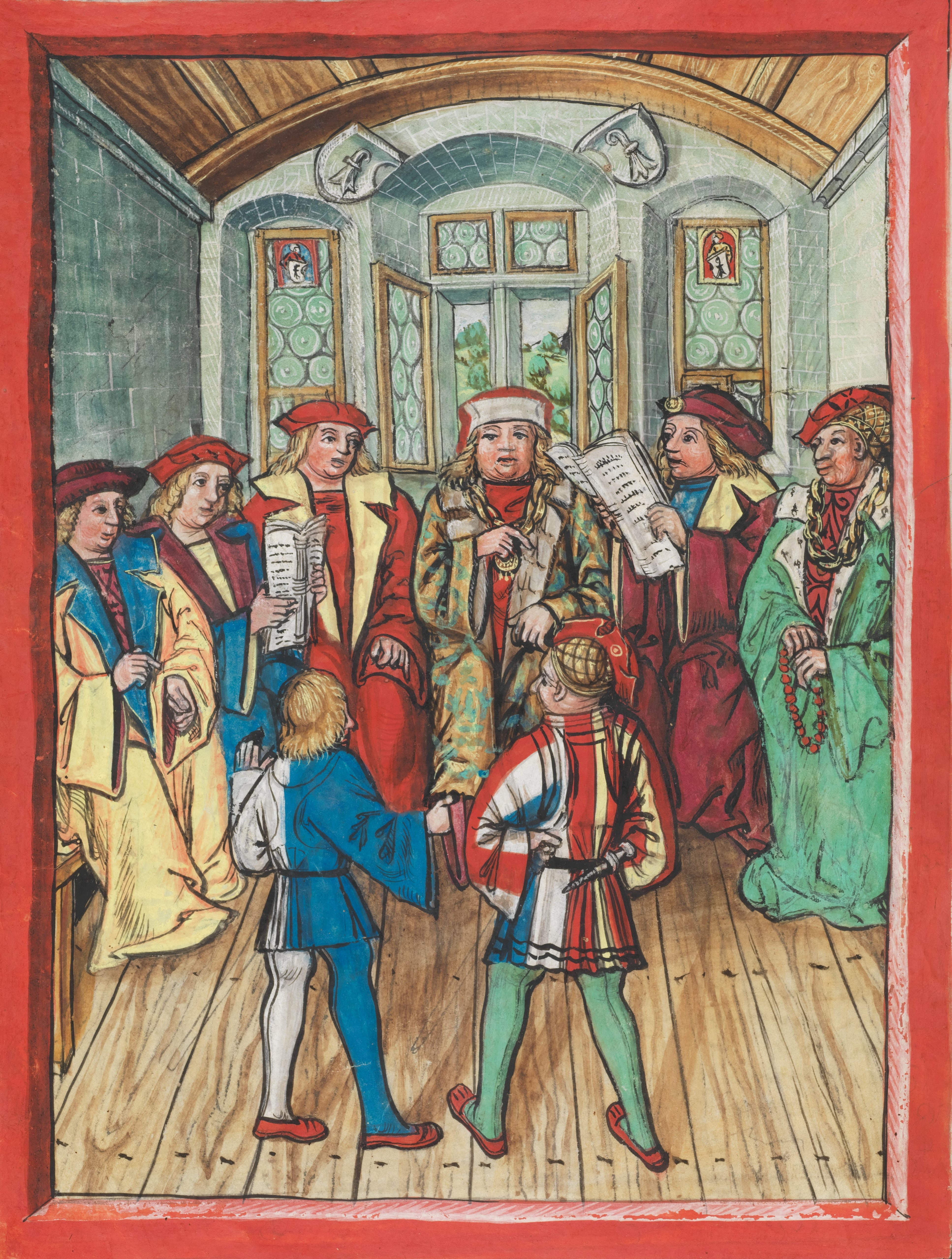
Målning från 1513 över fredsförhandlingarna i Basel 1499

Freden i Basel slöts den 22 september 1499 mellan kejsar Maximilian I och det Schweiziska edsförbundet. Fredsavtalet som satte punkt för schwabiska kriget, efter slaget vid Dornach, gav Schweiz hög grad av självständighet från det Tysk-romerska riket.